# 이원식 (축구인)
이원식(李元植, 1973년 5월 16일 ~ )는 대한민국의 은퇴한 축구 선수이자 현 축구 지도자이다.

## 수상

### 클럽
부천 SK
- K리그 준우승 2회 : 1996,2000

### 개인 수상
- 리그컵 득점상 (2회) : 1996.2000

## 학력
- 반야월초등학교
- 협성중학교
- 청구고등학교
- 한양대학교